# 陳仁宗
陳仁宗（越南语：／，1258年12月7日—1308年12月16日）是越南陳朝第三代皇帝，1278年至1293年在位。名陳昑（越南语：／），《元史》作陳日燇。他是陳聖宗的長子，元聖天感皇后所生。
1278年接受父親陳聖宗的禪位，稱孝皇，尊奉父親為太上皇。
1280年，沱江道鄭角密發動叛亂，陳仁宗命昭文王陳日燏前去招安。鄭角密投降，入京朝見了陳仁宗，並留其子為人質。1281年，派遣宗室陳遺愛出使元朝，元朝以陳朝皇帝「不請命而自立」為由，立陳遺愛為安南國王，派柴椿以兵千人護送歸國。
1282年，陳朝殺死陳遺愛及其同黨。元朝以此為藉口，遣安南行省右丞唆都領兵五十萬，進攻諒山。陳仁宗同太上皇一起來到陳舍灣指揮抗元。副都統軍、仁惠王陳慶餘擊敗了元軍。此後，越軍又於1284年和1288年兩次擊退了元軍的進攻。
1290年，因牛吼蛮在哀牢（老挝）支持下不服陳朝統治，陳仁宗御駕親征討伐哀牢。1293年，陳仁宗禪位給皇太子陳烇，是為陳英宗。其本人則出家，研究佛學，但仍執掌朝政。英宗即位後，尊仁宗為憲堯光聖太上皇帝。元朝遣兵部尚書梁曾至越，要求陳仁宗入朝。仁宗託病，遣陶子奇出使元朝。元朝又欲進攻越南，但因忽必烈的逝世而放棄了出征的計畫。
1308年，陳仁宗病逝。諡號法天崇道應世化民隆慈顯惠聖文神武元明睿孝皇帝，葬德陵。
陳仁宗愛好詩詞。他對佛學也頗有造詣，自稱竹林大士，人稱佛皇。他是越南禪宗流派安子竹林的開創者。他與法螺、玄光三人並稱竹林三祖。

## 評價
《大越史記全書》] ：「帝仁慈和易，固結民心，重興事業，有光前古，真陳家之賢君也。然游心釋典，雖曰超詣，而非聖人中庸之道也。」